# Nông trường Thái Bình (thị trấn)
Nông trường Thái Bình là một thị trấn nông trường thuộc huyện Đình Lập, tỉnh Lạng Sơn, Việt Nam.
Thị trấn Nông trường Thái Bình có diện tích 11,62 km², dân số năm 1999 là 3.196 người, mật độ dân số đạt 275 người/km².
Theo thống kê năm 2019, thị trấn Nông trường Thái Bình có diện tích 11,62 km², dân số là 1.590 người, mật độ dân số đạt 137 người/km².